# Братська могила революціонерам-підпільникам (Кривий Ріг)
Братська могила революціонерам-підпільникам. Бетонний обеліск встановлено у сквері по вулиці Чкалова в Центрально-Міському районі міста Кривого Рогу, біля КЗОШ № 1. Архітектор Д. А. Лівшиц.

## Передісторія
Наприкінці травня 1918 р. було заарештовано більше 30 комуністів, що готували теракти проти влади УНР та австро-угорських військових підрозділів. 5 комуністів-підпільників розстріляно у селі Катеринівка поблизу станції Кривий Ріг (нині станція Кривий Ріг — Західний). Протягом декількох днів тіла розстріляних ніхто не прибрав. Німецькі солдати викопали яму, трупи загорнули в ковдри, принесені родичами, й опустили в одну спільну могилу без трун.
Поховані: Василь Панкратович Чередниченко, Іван Лукич Чередніченко, Юлія Гнатівна Умнікова, Семен Миколайович Хариотонов, П. С. Цина.

## Пам'ятник

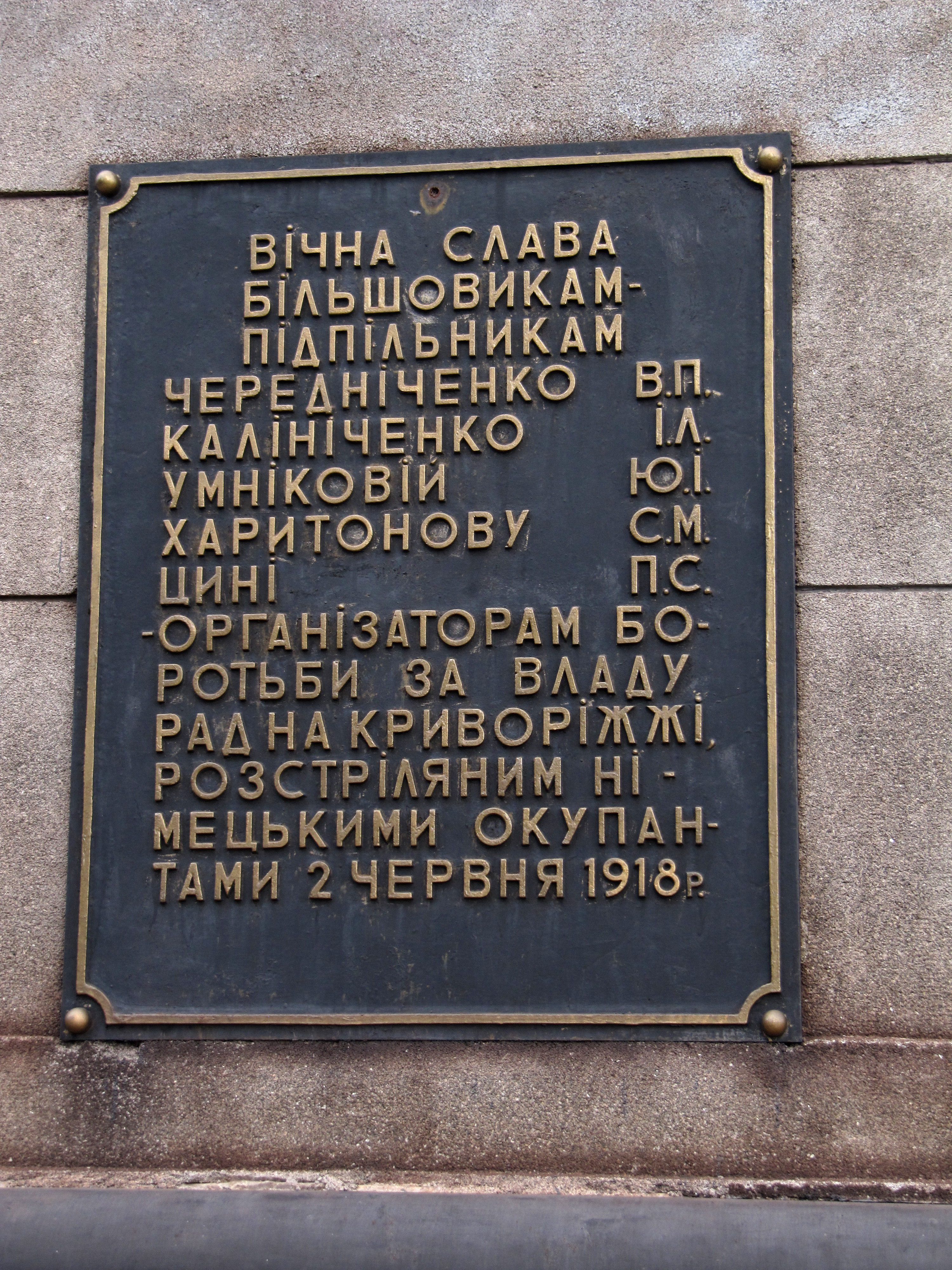
Меморіальна дошка на обеліску

За рішенням Криворізької міської ради 1924 року на братській могилі було встановлено обеліск заввишки 4 м — колишній постамент зруйнованого пам'ятника імператору Олександру ІІ (з лабрадориту).
Після встановлення нового обеліска з меморіальною дошкою 1958 року територія пам'ятки була упорядкована невеличким парканом з металевих стовпчиків та ланцюгом між ними.
Братська могила п'яти комуністів-підпільників представлена у вигляді шестикутної клумби зі сторонами 3,18 м, 6,00 м, 6,20 м, огородженої залізобетонним бордюром, обкладеним шліфованими гранітними плитами коричнюватого кольору.
На відстані 1,35 м від братської могили розташована двохярусна платформа (стереобат), викладена гранітними плитами сірого кольору, прикрашена орнаментом з плит коричнюватого граніту. По центру платформи (від краю 3,15 м) встановлено багатоярусний постамент з залізобетону, вкритого гранітною крихтою коричнюватого кольору (1 м): третій ярус — квадратний блок, обкладений металевим каркасом, пофарбованим чорною фарбою, зверху якого по всьому периметру була розміщена гіпсова прикраса (на початок 2017 року — відсутня) у вигляді лаврової гілки зі стрічкою, пофарбованою у золотистий колір. Обеліск трьохярусний з залізобетонних блоків, вкритих гранітною крихтою сірого кольору (висота обеліска 9,00 м), на першому ярусі розміщено чавунну меморіальну дошку, прикрашену золотистою фарбою (рамка коло напису, шурупи, літери), з 14-рядковим об'ємним написом українською мовою великими та маленькими літерами: «ВІЧНА СЛАВА / БІЛЬШОВІКАМ-ПІДПІЛЬНИКАМ / ЧЕРЕДНІЧЕНКО В. П. / КАЛІНІЧЕНКО І. Л. / УМНІКОВІЙ Ю. І. / ХАРИТОНОВУ С. М. / ЦІНІ П. С. / — ОРГАНІЗАТОРАМ БО — / РОТЬБИ ЗА ВЛАДУ / РАД НА КРІВОРІЖЖІ, / РОЗСТРІЛЯНИМ НІ — / МЕЦЬКИМИ ОКУПАН — / ТАМИ 2 ЧЕРВНЯ 1918 р.» (розмір дошки — 1,45х1,23 м). На третьому ярусі, що має форму скошеної піраміди, розміщено п'ятипроменеву зірку, вписану у біле коло, обрамлене лавровим вінком, перев'язаним стрічкою, кінці якою розходяться по обидва боки від центру (зірка та вінок зі стрічками пофарбовані у золотистий колір).